# Artie Shapiro
Arthur „Artie“ Shapiro (* 15. Januar 1916 in Denver, Colorado; † 24. März 2003 in Los Angeles) war ein US-amerikanischer Jazz-Bassist.
Artie Shapiro wuchs in New York auf und begann seine Musikerkarriere im Alter von 13 Jahren als Trompeter, wechselte aber mit 18 Jahren zum Bass. In den frühen 1930er Jahren arbeitete er bei Wingy Manone und Joe Marsala, Mitte der 1930er Jahre arbeitete er als Studiomusiker und war an Plattenaufnahmen der Original Dixieland Jass Band, von Bud Freeman, Chu Berry und Eddie Condon beteiligt. In den 1940er Jahren war er Mitglied des Orchesters von Paul Whiteman und spielte mit Bobby Hackett im Jazzclub Nick’s in New York. Später ging er nach Hollywood, arbeitete dort als freischaffender Musiker und begleitete u. a. Jack Teagarden, Charlie Ventura, Joe Sullivan, Artie Shaw und nach seinem Militärdienst ab 1947 Benny Goodman bei Plattenaufnahmen. Ab 1949 war er zehn Jahre lang in den Studios von MGM beschäftigt. Danach wirkte er bis 1962 bei Aufnahmen von Frank Sinatra, Bing Crosby, Peggy Lee, Anita O’Day, Billie Holiday und Doris Day mit.